# William Avenya
William Amove Avenya (ur. 21 czerwca 1955 w Ishangev Tiev) – nigeryjski duchowny rzymskokatolicki, od 2013 biskup Gboko.

## Życiorys
Święcenia kapłańskie przyjął 30 maja 1981 i został inkardynowany do diecezji Makurdi. Był m.in. wykładowcą seminarium w Gbarnga, dyrektorem centrum edukacyjnego w Makurdi oraz sekretarzem generalnym Stowarzyszenia Konferencji Biskupów Anglojęzycznej Afryki Zachodniej.
28 listopada 2008 został prekonizowany biskupem pomocniczym Makurdi ze stolicą tytularną Thucca in Mauretania. Sakry biskupiej udzielił mu 24 stycznia 2009 ówczesny biskup Makurdi, Athanasius Usuh.
29 grudnia 2012 został mianowany biskupem nowo powstałej diecezji Gboko, zaś 24 lutego 2013 kanonicznie objął urząd.